# Prionacris rubripennis
Prionacris rubripennis är en insektsart som beskrevs av Marius Descamps 1978. Prionacris rubripennis ingår i släktet Prionacris och familjen Romaleidae. Inga underarter finns listade i Catalogue of Life.